# Štrit
Štrit je naselje v Občini Škocjan.